# Cupa Cupelor 1987-1988
Sezonul 1987-1988 al Cupei Cupelor a fost câștigat de Mechelen, care a învins-o în finală pe Ajax.

## Runda preliminară
| Echipa 1     | Scor gen. | Echipa 2        | Tur | Retur |
| ------------ | --------- | --------------- | --- | ----- |
| AEL Limassol | 1–6       | Dunajská Streda | 0–1 | 1–5   |

### Prima manșă
| AEL Limassol | 0 – 1 | Dunajská Streda |
| ------------ | ----- | --------------- |
|              |       | Majoroš 67'     |

### A doua manșă
| Dunajská Streda                                    | 5 – 1 | AEL Limassol     |
| -------------------------------------------------- | ----- | ---------------- |
| Micinec 5', 39' Medgyes 20' Pavlik 27' Majoroš 86' |       | Aristotelous 69' |

## Prima rundă
| Echipa 1           | Scor gen.   | Echipa 2         | Tur | Retur      |
| ------------------ | ----------- | ---------------- | --- | ---------- |
| Mechelen           | 3–0         | Dinamo București | 1–0 | 2–0        |
| St. Mirren         | 1–0         | Tromsø           | 1–0 | 0–0        |
| Real Sociedad      | 2–0         | Śląsk Wrocław    | 0–0 | 2–0        |
| Dinamo Minsk       | 4–1         | Gençlerbirliği   | 2–0 | 2–1        |
| Vitosha Sofia      | 2–3         | OFI Crete        | 1–0 | 1–3        |
| Merthyr Tydfil     | 2–3         | Atalanta         | 2–1 | 0–2        |
| ÍA Akranes         | 0–1         | Kalmar FF        | 0–0 | 0–1 (d.p.) |
| Sporting CP        | 6–4         | Swarovski Tirol  | 4–0 | 2–4        |
| Vllaznia           | 6–0         | Sliema Wanderers | 2–0 | 4–0        |
| RoPS               | 1–1 (a)     | Glentoran        | 0–0 | 1–1        |
| Lokomotive Leipzig | 0–1         | Marseille        | 0–0 | 0–1        |
| Aalborg BK         | 1–1 (2–4 p) | Hajduk Split     | 1–0 | 0–1 (d.p.) |
| Újpest             | 2–3         | Den Haag         | 1–0 | 1–3        |
| Dunajská Streda    | 3–4         | Young Boys       | 2–1 | 1–3        |
| Avenir Beggen      | 0–8         | Hamburg          | 0–5 | 0–3        |
| Ajax               | 6–0         | Dundalk          | 4–0 | 2–0        |

### Prima manșă
| Mechelen     | 1 – 0 | Dinamo București |
| ------------ | ----- | ---------------- |
| den Boer 49' |       |                  |

| St. Mirren  | 1 – 0 | Tromsø |
| ----------- | ----- | ------ |
| McDowall 3' |       |        |

| Real Sociedad | 0 – 0 | Śląsk Wrocław |
| ------------- | ----- | ------------- |
|               |       |               |

| Dinamo Minsk                       | 2 – 0 | Gençlerbirliği |
| ---------------------------------- | ----- | -------------- |
| Zygmantovich 82' Gökalp 88' (o.g.) |       |                |

| Vitosha Sofia      | 1 – 0 | OFI Crete |
| ------------------ | ----- | --------- |
| Sirakov 81' (pen.) |       |           |

| Merthyr Tydfil               | 2 – 1 | Atalanta   |
| ---------------------------- | ----- | ---------- |
| Rogers 34' Ceri Williams 82' |       | Progna 41' |

| ÍA Akranes | 0 – 0 | Kalmar FF |
| ---------- | ----- | --------- |
|            |       |           |

| Sporting CP                           | 4 – 0 | Swarovski Tirol |
| ------------------------------------- | ----- | --------------- |
| Sealy 7', 41' Cascavel 24' (pen.) 85' |       |                 |

| Vllaznia             | 2 – 0 | Sliema Wanderers |
| -------------------- | ----- | ---------------- |
| Bushati 53' Jera 66' |       |                  |

| RoPS | 0 – 0 | Glentoran |
| ---- | ----- | --------- |
|      |       |           |

| Lokomotive Leipzig | 0 – 0 | Marseille |
| ------------------ | ----- | --------- |
|                    |       |           |

| Aalborg BK | 1 – 0 | HNK Hajduk Split |
| ---------- | ----- | ---------------- |
| Boye 63'   |       |                  |

| Újpest            | 1 – 0 | Den Haag |
| ----------------- | ----- | -------- |
| Heredi 32' (pen.) |       |          |

| Dunajská Streda       | 2 – 1 | Young Boys |
| --------------------- | ----- | ---------- |
| Micinec 9' Kašpar 37' |       | Zuffi 22'  |

| Avenir Beggen | 0 – 5 | Hamburg                                                |
| ------------- | ----- | ------------------------------------------------------ |
|               |       | Labbadia 9', 70' Laubinger 44' Okoński 81' Dittmer 83' |

| Ajax                                            | 4 – 0 | Dundalk |
| ----------------------------------------------- | ----- | ------- |
| Rijkaard 65' Blind 73' Winter 81' Stapleton 85' |       |         |

### A doua manșă
| Dinamo București | 0 – 2 | Mechelen                 |
| ---------------- | ----- | ------------------------ |
|                  |       | Hofkens 40' den Boer 71' |

| Tromsø | 0 – 0 | St. Mirren |
| ------ | ----- | ---------- |
|        |       |            |

| Śląsk Wrocław | 0 – 2 | Real Sociedad                 |
| ------------- | ----- | ----------------------------- |
|               |       | Loren 75' M. Beguiristáin 82' |

| Gençlerbirliği | 1 – 2 | Dinamo Minsk                |
| -------------- | ----- | --------------------------- |
| Soyak 29'      |       | Derkach 69' Kandratsyew 84' |

| OFI Crete                                  | 3 – 1 | Vitosha Sofia |
| ------------------------------------------ | ----- | ------------- |
| Tsibos 25' Marinakis 48' Charalambidis 69' |       | Kurdov 71'    |

| Atalanta                   | 2 – 0 | Merthyr Tydfil |
| -------------------------- | ----- | -------------- |
| Garlini 16' Cantarutti 20' |       |                |

| Kalmar FF          | 1 – 0 (d.p.) | ÍA Akranes |
| ------------------ | ------------ | ---------- |
| Alexandersson 102' |              |            |

| Swarovski Tirol                               | 4 – 2 | Sporting CP            |
| --------------------------------------------- | ----- | ---------------------- |
| Marko 9' Roscher 53' Pezzey 69' Linzmaier 84' |       | Sealy 59' Cascavel 68' |

| Sliema Wanderers | 0 – 4 | Vllaznia                                             |
| ---------------- | ----- | ---------------------------------------------------- |
|                  |       | Pashaj 15' Vukutana 59' Rragami 70' (pen.) Lacja 81' |

| Glentoran  | 1 – 1 | RoPS       |
| ---------- | ----- | ---------- |
| Caskey 65' |       | Kallio 63' |

| Marseille | 1 – 0 | Lokomotive Leipzig |
| --------- | ----- | ------------------ |
| Allofs 8' |       |                    |

| Hajduk Split | 1 – 0 (d.p.) 4 – 2 on penalties | Aalborg BK |
| ------------ | ------------------------------- | ---------- |
| Asanović 43' |                                 |            |

| Den Haag                        | 3 – 1 | Újpest     |
| ------------------------------- | ----- | ---------- |
| Boere 22', 24' Varga 82' (o.g.) |       | Rostas 89' |

| Young Boys                      | 3 – 1 | Dunajská Streda |
| ------------------------------- | ----- | --------------- |
| Zuffi 64' Weber 67' Maissen 89' |       | Majoroš 78'     |

| Hamburg                         | 3 – 0 | Avenir Beggen |
| ------------------------------- | ----- | ------------- |
| Kroth 9' Kaltz 72' Labbadia 82' |       |               |

| Dundalk | 0 – 2 | Ajax                       |
| ------- | ----- | -------------------------- |
|         |       | Newe 71' (o.g.) Meijer 86' |

## A doua rundă
| Echipa 1      | Scor gen. | Echipa 2     | Tur | Retur |
| ------------- | --------- | ------------ | --- | ----- |
| Mechelen      | 2–0       | St. Mirren   | 0–0 | 2–0   |
| Real Sociedad | 1–1 (a)   | Dinamo Minsk | 1–1 | 0–0   |
| OFI Crete     | 1–2       | Atalanta     | 1–0 | 0–2   |
| Kalmar FF     | 1–5       | Sporting CP  | 1–0 | 0–5   |
| Vllaznia      | 0–2       | RoPS         | 0–1 | 0–1   |
| Marseille     | 7–0       | Hajduk Split | 4–0 | 3–01  |
| Den Haag      | 2–2 (a)   | Young Boys   | 2–1 | 0–1   |
| Hamburg       | 0–3       | Ajax         | 0–1 | 0–2   |

Notes
- Note 1: With Hajduk Split winning 2–0, the match was interrupted for 15 minutes due to flares being thrown onto the pitch followed by a pitch invasion by Hajduk fans. The match was voided and awarded 3–0 to Marseille due to the crowd trouble.

### Prima manșă
| Mechelen | 0 – 0 | St. Mirren |
| -------- | ----- | ---------- |
|          |       |            |

| Real Sociedad | 1 – 1 | Dinamo Minsk   |
| ------------- | ----- | -------------- |
| Gajate 66'    |       | Kandratsyew 5' |

| OFI Crete   | 1 – 0 | Atalanta |
| ----------- | ----- | -------- |
| Persias 17' |       |          |

| Kalmar FF     | 1 – 0 | Sporting CP |
| ------------- | ----- | ----------- |
| Arvidsson 83' |       |             |

| Vllaznia | 0 – 1 | RoPS       |
| -------- | ----- | ---------- |
|          |       | Polack 27' |

| Olympique Marseille                         | 4 – 0 | Hajduk Split |
| ------------------------------------------- | ----- | ------------ |
| Papin 31' Diallo 47' Allofs 68' Giresse 88' |       |              |

| Den Haag              | 2 – 1 | Young Boys |
| --------------------- | ----- | ---------- |
| de Roode 3' Boere 71' |       | Zuffi 62'  |

| Hamburg | 0 – 1 | Ajax       |
| ------- | ----- | ---------- |
|         |       | Meijer 82' |

### A doua manșă
| St. Mirren | 0 – 2 | Mechelen       |
| ---------- | ----- | -------------- |
|            |       | Ohana 33', 49' |

| Dinamo Minsk | 0 – 0 | Real Sociedad |
| ------------ | ----- | ------------- |
|              |       |               |

| Atalanta                 | 2 – 0 | OFI Crete |
| ------------------------ | ----- | --------- |
| Nicolini 22' Garlini 68' |       |           |

| Sporting CP                                 | 5 – 0 | Kalmar FF |
| ------------------------------------------- | ----- | --------- |
| Cascavel 34', 54', 57' Sealy 62' Duílio 74' |       |           |

| RoPS       | 1 – 0 | Vllaznia |
| ---------- | ----- | -------- |
| Polack 27' |       |          |

| Hajduk Split                   | 2 – 0 | Olympique Marseille |
| ------------------------------ | ----- | ------------------- |
| Asanović 19' (pen.) Bursać 83' |       |                     |

The match was interrupted for 15 minutes due to flares being thrown onto the pitch followed by a pitch invasion by Hajduk fans. The match was voided and awarded 0-3 to Marseille due to the crowd trouble. 

| Young Boys | 1 – 0 | Den Haag |
| ---------- | ----- | -------- |
| Fimian 68' |       |          |

| Ajax                  | 2 – 0 | Hamburg |
| --------------------- | ----- | ------- |
| Mühren 12' Meijer 82' |       |         |

## Sferturi
| Echipa 1   | Scor gen. | Echipa 2     | Tur | Retur |
| ---------- | --------- | ------------ | --- | ----- |
| Mechelen   | 2–1       | Dinamo Minsk | 1–0 | 1–1   |
| Atalanta   | 3–1       | Sporting CP  | 2–0 | 1–1   |
| RoPS       | 0–4       | Marseille    | 0–1 | 0–3   |
| Young Boys | 0–2       | Ajax         | 0–1 | 0–1   |

### Prima manșă
| Mechelen     | 1 – 0 | Dinamo Minsk |
| ------------ | ----- | ------------ |
| De Wilde 86' |       |              |

| Atalanta                           | 2 – 0 | Sporting CP |
| ---------------------------------- | ----- | ----------- |
| Nicolini 44' (pen.) Cantarutti 79' |       |             |

| RoPS | 0 – 1 | Olympique Marseille |
| ---- | ----- | ------------------- |
|      |       | Papin 27'           |

| Young Boys | 0 – 1 | Ajax       |
| ---------- | ----- | ---------- |
|            |       | Bosman 44' |

### A doua manșă
| Dinamo Minsk | 1 – 1 | Mechelen  |
| ------------ | ----- | --------- |
| Kisten 59'   |       | Ohana 29' |

| Sporting CP | 1 – 1 | Atalanta       |
| ----------- | ----- | -------------- |
| Houtman 67' |       | Cantarutti 82' |

| Olympique Marseille                      | 3 – 0 | RoPS |
| ---------------------------------------- | ----- | ---- |
| Genghini 18' Allofs 22' Papin 77' (pen.) |       |      |

| Ajax        | 1 – 0 | Young Boys |
| ----------- | ----- | ---------- |
| Larsson 39' |       |            |

## Semifinale
| Echipa 1  | Scor gen. | Echipa 2 | Tur | Retur |
| --------- | --------- | -------- | --- | ----- |
| Mechelen  | 4–2       | Atalanta | 2–1 | 2–1   |
| Marseille | 2–4       | Ajax     | 0–3 | 2–1   |

### Prima manșă
| Mechelen              | 2 – 1 | Atalanta     |
| --------------------- | ----- | ------------ |
| Ohana 7' den Boer 82' |       | Strömberg 8' |

| Olympique Marseille | 0 – 3 | Ajax                           |
| ------------------- | ----- | ------------------------------ |
|                     |       | Witschge 12', 42' Bergkamp 89' |

### A doua manșă
| Atalanta           | 1 – 2 | Mechelen              |
| ------------------ | ----- | --------------------- |
| Garlini 39' (pen.) |       | Rutjes 56' Emmers 79' |

| Ajax        | 1 – 2 | Olympique Marseille  |
| ----------- | ----- | -------------------- |
| Larsson 23' |       | Papin 67' Allofs 90' |

## Finala
| Mechelen     | 1 – 0 | Ajax |
| ------------ | ----- | ---- |
| den Boer 53' |       |      |

## Golgheteri
Golgheterii din sezonul 1987-88 sunt:
| Loc | Nume              | Echipă              | Goluri |
| --- | ----------------- | ------------------- | ------ |
| 1   | Paulinho Cascavel | Sporting CP         | 6      |
| 2   | Klaus Allofs      | Olympique Marseille | 4      |
| 2   | Piet den Boer     | KV Mechelen         | 4      |
| 2   | Eli Ohana         | KV Mechelen         | 4      |
| 2   | Jean-Pierre Papin | Olympique Marseille | 4      |
| 2   | Tony Sealy        | Sporting CP         | 4      |
| 7   | Remco Boere       | Den Haag            | 3      |
| 7   | Aldo Cantarutti   | Atalanta            | 3      |
| 7   | Oliveiro Garlini  | Atalanta            | 3      |
| 7   | Bruno Labbadia    | Hamburg             | 3      |
| 7   | Juraj Majoroš     | Dunajská Streda     | 3      |
| 7   | Hennie Meijer     | Ajax                | 3      |
| 7   | Dario Zuffi       | Young Boys          | 3      |